# Contopteryx illustris
Contopteryx illustris är en tvåvingeart som beskrevs av Schmitz 1929. Contopteryx illustris ingår i släktet Contopteryx och familjen puckelflugor. Inga underarter finns listade i Catalogue of Life.